# Alfred Ohring
Henrik Alfred Ohring, född Andersson 24 september 1876 i Resele församling, död 12 juli 1937 i Vännäs församling, var en svensk präst.
Ohring var son till hemmansägaren Anders Persson och Kristina Erika Eriksson. Ohring blev student vid Uppsala universitet 1900, teologie kandidat 1904, komminister i Arvidsjaurs församling 1909, kyrkoherde där 1917 och var kyrkoherde i Vännäs församling från 1927. Ohring var även mottagare av Vasaorden.